# Lara Fabian (album)
Lara Fabian – debiutancki album belgijskiej wokalistki Lary Fabian, zaśpiewany w języku francuskim, wydany w roku 1991. Płyta okazała się hitem. Sprzedała się w nakładzie 100 tys. egzemplarzy. Na albumie znajduje się utwór "Croire", który Lara Fabian zaprezentowała na Konkursie Piosenki Eurowizji w roku 1988, gdzie reprezentowała Luksemburg.

## Lista utworów
1. "Qui pense à l'amour"
2. "Les murs"
3. "Pourquoi pas l'exotisme?"
4. "Je m'arrêterais pas de t'aimer"
5. "Le jour où tu partiras"
6. "Simplement"
7. "Réveille-toi brother"
8. "Dire"
9. "Il suffit d'un éclair"
10. "Croire"

## Single
- "Croire"
- "Le jour où tu partiras"
- "Qui pense à l'amour"
- "Les Murs"
- "Je m'arrêterais pas de t'aimer"
- "Il suffit d'un éclair"